# Patrick Cassidy
Patrick Cassidy é um compositor irlandês de orquestra, coral e trilha sonora. 
Cassidy nasceu em Claremorris, Condado de Mayo, Irlanda . Ele obteve um mestrado em Matemática Aplicada pela Universidade de Limerick e apoiou suas primeiras atividades de composição com um emprego diário como estatístico.
Ele é mais conhecido por suas cantatas narrativas - obras que ele escreveu para orquestra e coral com base na mitologia irlandesa. The Children of Lir, lançado em setembro de 1993, permaneceu em número um nos quadros clássicos irlandeses por um ano inteiro. Foi a primeira cantata escrita na língua irlandesa desde o trabalho de Paul McSwiney no final do século XIX. Mais tarde, a BBC produziu um documentário de uma hora sobre a peça. A Famine Remembrance, uma peça encomendada para comemorar o 150º aniversário da Grande Fome Irlandesa, foi estreada na de Catedral de São Patrício em Nova York em 1996. Em junho de 2007, a peça foi apresentada na abertura do Parque da Irlanda em Toronto, com o Presidente da Irlanda como convidado especial.
Outros álbuns incluem Cruit (arranjos de harpa irlandesa dos séculos XVII e XVIII, com Cassidy como solista) e Deirdre of the Sorrows, outra cantata no idioma irlandês, gravada na London Symphony Orchestra e no Tallis Choir. Em 2004, o Immortal Memory foi lançado; uma colaboração entre Cassidy e Lisa Gerrard. 
Cassidy agora vive em Los Angeles com sua família, onde, além de seu trabalho de concerto, ele compôs e colaborou em filmes e documentários. Ele é tio do cantor Sibéal Ní Chasaide, que cantou seu arranjo de Mise Eire, de Patrick Pearse, nas comemorações oficiais da Revolta de 1916.
Créditos notáveis incluem
- Hannibal (2001)
- Veronica Guerin (2003)
- Confessions of a Burning Man (2003)
- Salem's Lot (2004)
- King Arthur (2004)
- Layer Cake
- Che Guevara (2005)
- Ashes and Snow (2005)
- Kingdom of Heaven (2005)
- The Front Line (2006)
- Breaking the Ice (2007)
- Edgar Allen Poe's Ligeia (2008)
- Kill the Irishman (2011)

Em 2010, a Marcha Fúnebre de Cassidy foi usada no trailer de A Árvore da Vida. Em 2011, ele gravou uma nova configuração da missa latina com a London Symphony Orchestra e London Voices.

## Discografia
- 1993: The Children of Lir (London Symphony Orchestra e Tallis Chamber Choir)
- 1997: Famine Remembrance
- 1998: Deirdre of the Sorrows
- 2004: Immortal Memory – com Lisa Gerrard
- 2006: Ashes and Snow – com Lisa Gerrard
- 2014: Calvary
- 2016: 1916: The Irish Rebellion